# Łukasz Błaszkowski
Łukasz Błaszkowski (ur. 21 lutego 1984 w Bydgoszczy) – polski kierowca wyścigowy. Zdobywca m.in. tytułów mistrzowskich w turnieju serii wyścigowej Kia Lotos Cup w 2006 oraz w 2008. Organizator imprezy "Moto Racing Show". Od kilkunastu lat mieszkaniec Gorzowa Wielkopolskiego.